# El Cortezo (Los Santos)
El Cortezo est un corregimiento situé dans le district de Tonosí, province de Los Santos, au Panama. En 2010, la localité comptait 662 habitants.